# Niklas Nyhlén
Niklas Nyhlén (ur. 21 marca 1966 w Malmö) – piłkarz szwedzki grający na pozycji pomocnika.

## Kariera klubowa
Nyhlén pochodzi z Malmö. Karierę piłkarską rozpoczął w tamtejszym klubie Malmö FF. W 1987 roku zadebiutował w jego barwach w pierwszej lidze szwedzkiej. W 1988 roku wywalczył z nim swój pierwszy i jedyny tytuł mistrza Szwecji. Z kolei w 1989 roku wystąpił w wygranym 3:0 finale Pucharu Szwecji z Djurgårdens IF. W latach 1994–1995 był wypożyczony do szkockiego Ayr United, a w Malmö grał do 1996 roku.
Latem 1996 Nyhlén przeszedł do niemieckiego Stuttgarter Kickers. Po pół roku zmienił klub i grał we włoskiej Serie B w Cosenzie Calcio. W 1997 roku występował w Chinach, w Dalianie Wanda. W 1998 roku wrócił do Szwecji i krótko grał w Halmstads BK. W 1999 roku zakończył karierę jako gracz VfB Leipzig.

## Kariera reprezentacyjna
W reprezentacji Szwecji Nyhlén zadebiutował w 1989 roku. W 1990 roku został powołany przez selekcjonera Ollego Nordina do kadry na Mistrzostwa Świata we Włoszech. Tam był rezerwowym i nie rozegrał żadnego spotkania. Od 1989 do 1990 roku rozegrał w kadrze narodowej 8 spotkań i zdobył jednego gola.